# Bantoncillo
Bantoncillo, englisch Bantoncillo Island, ist eine unbewohnte philippinische Insel im Norden der Sibuyansee. Sie liegt etwa 6 km südwestlich der Insel Banton und 8 km nordwestlich von Simara.

## Geographie
Etwa 200 m vor der Südspitze von Bantoncillo liegt das winzige Eiland Gakot.

## Verwaltung
Bantoncillo gehört zur Gemeinde Banton (Municipality of Banton) in der philippinischen Provinz Romblon.